# Albert Kluyver
Albert Jan Kluyver ForMemRS (født 3. juni 1888, død 14. maj 1956) var en hollandsk mikrobiolog og biokemiker.
Han modtog Copleymedaljen i 1953.